# Giuseppe Sarti
Giuseppe Sarti (Faenza, 1729. december 28. – Berlin, 1802. július 28.) olasz zeneszerző.

## Élete
Főleg Bolognában Martini atyától tanult. Már 22 éves korában előadták első dalművét: Pompeo in Armenia, rendkívüli sikerrel, amilyent későbbi művei 25 évig nem értek el. 1756-ban Koppenhágába hívták a trónörökös énektanárául és királyi karnagyul; nehány év múlva hazatért. 1769-ben Londonban hiába próbált szerencsét, csak tanítgatott és kiadott egy füzet jeles zongoraszonátát: Three sonates for the harpsichord. 1770-ben Velencében mint a Conservatorio dell'Ospedaletto igazgatója, az Angliába hívott Sacchini utóda lett, 1779-ben pedig Milánóban dómkarnagy; e korból valók 6-9-szólamú miséje, misereréje, zsoltárai, motettái. II. Katalin 1784-ben Szentpétervárra hívta udvari zeneigazgatóul; nehány év múlva kegyvesztetté lett és Potemkinnek egy ukrajnai falujában énekiskolát nyitott. 1793-ban visszanyerte a cárnő kegyeit, 15 000 rubel kárpótlást és 35 000 rubel évdíjat kapott és Jekatyerinovszlavban konzervatóriumot állított. Csakhamar főnemesi rangot és birtokokat nyert. 42 dalműve közül a Fra i due litiganti il terzo gode (1780-ból) sokáig volt népszerű; Come un agnello című operájának egy áriáját Mozart a Don Juan II. Finaléjában, valamint zongorára írt változataiban hódolat jeléül felhasználta.